# مقاطعة فريستون (تكساس)
مقاطعة فريستون (بالإنجليزية: Freestone  County)‏ هي إحدى المقاطعات في ولاية تكساس، الولايات المتحدة الأمريكية.